# Lo imperdonable
 (срп. Неопростиво) мексичка је теленовела, продукцијске куће Телевиса, снимана 2015.

## Синопсис
Вирхинија мрзи Веронику од кад их је обе усвојила породица Прадо Кастело. За Вирхинију је неопростиво то што је Хорхе, муж њене тетке Салме, довео малу Веронику да живи са њима и што јој је дао своје престижно презиме, иако је ћерка једног алкохоличара. Вирхинија очекује да се уда за Емилијана, јединог наследника породице Прадо Кастело, како би користила њихово богатство. Ипак, Емилијано одувек воли Веронику и из иностранства се враћа са жељом да се њих двоје венчају.
Са друге стране, Мартин Сан Телмо сазнаје да се његов брат Деметрио убио због једне лоше жене, која је своју љубав условљавала у замену за богатство. Та неопростива подлост наводи Мартина да се закуне на гробу свог брата да ће пронаћи жену која је одговорна за Деметриову смрт, иако је једини траг који поседује медаљон са именом В. Прадо Кастело.
Мартин упознаје Веронику и међу њима се рађа љубав на први поглед. Покварена Вирхинија уверава Мартина да је Вероника била Деметриова љубавница и да је способна на све зарад остварења својих интереса. Мартин и Вероника се венчавају и одмах отпутују у Мина Ескондиду, где је он уверава да је банкротирао понашајући се немилосрдно према њој. Вероника показује своје стрпљење и разумевање све док не сазна да је Мартин Деметриов брат, и да је оженио само због освете. Бесна и повређена, Вероника одлучује да напусти Мартина јер није способна да му опрости све што је учинио.
Њих двоје мораће да одаберу пут између неопростивих грешака и љубави која их уједињује упркос свему.

## Глумачка постава

### Главне улоге
| Глумац:              | Улога:                 |
| -------------------- | ---------------------- |
| Ана Бренда Контрерас | Вероника Прадо Кастело |
| Иван Санчез          | Мартин Сан Телмо       |

### Споредне улоге
| Глумац:            | Улога:                  |
| ------------------ | ----------------------- |
| Гретел Валдез      | Вирхинија Прадо Кастело |
| Серхио Сендел      | Емилијано Прадо Кастело |
| Клаудија Рамирез   | Магдалена Мартинез      |
| Марсело Букет      | Акилес Ботел            |
| Мар Контрерас      | Нансијага               |
| Себастијан Зурита  | Пабло Идалго            |
| Габи Мељадо        | Ана Перла Санчез        |
| Хуан Анхел Еспарза | Мануел Санчез Алварез   |
| Пати Дијаз         | Рајмунда Алварез        |
| Габријела Голдсмит | Монсерат                |
| Роберто Баљестеро  | Хоакин Аројо            |
| Делија Касанова    | Матилде                 |
| Мичел Дувал        | Тео                     |
| Камил Хазоури      | Поло                    |
| Рикардо Франко     | Хулио                   |
| Рохелио Гера       |                         |
| Елса Карденас      | Ховита                  |
| Алисија Мачадо     | Клаудија Ордаз          |
| Јулиса             |                         |
| Патси              | Салма Прадо Кастело     |
| Салвадор Санчез    | Кресенсио Алварез       |
| Освалдо де Леон    | др Данијел              |
| Пабло Монтеро      | Деметрио                |
| Гонзало Виванко    | Пијер Дусађ             |
| Раул Магања        | Алфредо                 |
| Дана Гарсија       | Ребека Рохо             |
| Дијего Оливера     | Херонимо                |